# Qaraghandy (provins)

Provinsen Qaraghandys läge i Kazakstan.

Qaraghandy (kazakiska: Қарағанды облысы, Qaraghandy oblysy; före 1991 ryska: Карагандинская область, Karagandinskaja oblast) är en provins (oblyst) i centrala Kazakstan. Den har fått sitt namn efter huvudorten Qaraghandy. Provinsen har en yta på 428 000 km² och 1 342 081 invånare (2008).
Provinsen ligger på det Kazakiska höglandet i ett torrt stäppområde. Det råder ett strängt inlandsklimat, med bistra vintrar som innefattar långvariga snöstormar och vindar upp till orkanstyrka. Områdets ekonomi baseras på utvinningen av kol samt andra metaller. Till en viss utsträckning förekommer också jordbruk (odling av vårvete och fodergräs) och boskapsskötsel (uppfödning av får, hästar och kameler i de mer torra områdena i väst). Qaraghandy är ett stort centrum för industri i Kazakstan idag, trots att industrialiseringen först kom igång kring år 1930.